# Liparetrus semicastaneus
Liparetrus semicastaneus är en skalbaggsart som beskrevs av Lea 1917. Liparetrus semicastaneus ingår i släktet Liparetrus och familjen Melolonthidae. Inga underarter finns listade i Catalogue of Life.